# Bessen Hollow
Le Bessen Hollow ou Bessen Branch est une rivière qui se situe dans le comté de Crawford, dans l'État américain du Missouri. C'est un affluent du Hinch Branch.
Le Bessen Hollow porte le nom d'un cheminot.